# Kwiryn
Kwiryn (łac. Quirinus) – jeden z pięciu głównych i najstarszych  bogów rzymskich, czczony pod postacią włóczni. 
Był bogiem kwirytów (Quirites), tzn. zbrojnych Rzymian („narodu uzbrojonego we włócznie”; od quiris – włócznia). 
Wraz z Jowiszem i Marsem stanowili trójcę najwyższych bogów państwa rzymskiego. Późniejsza legenda głosi, że Quirinus to sam król Romulus, który po śmierci wstąpił do nieba. Prawdopodobnie na początku był bogiem Sabinów, którzy mieszkali niedaleko obecnego Rzymu. Później Kwiryn był utożsamiany przez Rzymian z Romulusem.   
Święto ku czci Kwiryna obchodzono 17 lutego. Jego kultem zajmował się specjalny kapłan – flamen Quirinalis.